# Rövershagen (stacja kolejowa)
Rövershagen (niem. Rövershagen) – stacja kolejowa w Rövershagen, w kraju związkowym Meklemburgia-Pomorze Przednie, w Niemczech. Został otwarty w 1888 roku na linii Stralsund – Rostock. W 1925 wybudowano linię do Graal-Müritz. Budynek dworcowy jest obecnie obiektem zabytkowym.. Według DB Station&Service ma kategorię 5.

## Stacja
Stacja Rövershagen znajduje się w centrum Rövershagen przy drodze nr . W kierunku zachodnim znajduje się następny przystanek oddalony o cztery kilometry Mönchhagen. Stacja kolejowa Gelbensande znajduje się około czterech kilometrów dalej na wschód.

## Linie kolejowe
- Linia Stralsund – Rostock
- Linia Rövershagen – Graal-Müritz

## Połączenia
| Linia | Trasa | Takt                                                                                         | Przewoźnik |
| ----- | --- | -------------------------------------------------------------------------------------------- | ---------- |
| RE 9  | Rostock Hbf – Rövershagen – Ribnitz-Damgarten West – Velgast – Stralsund Hbf – Bergen auf Rügen – Lietzow – Sassnitz / Ostseebad Binz | 120 min (Rostock–Stralsund) 60 min (Stralsund–Sassnitz/Binz)                                 | DB Regio   |
| RB 12 | (Bad Doberan –) Rostock Hbf – Rövershagen – Graal-Müritz / (– Ribnitz-Damgarten West)                                                 | 60 min (Rostock–Graal-Müritz) (tylko pojedyncze pociągi od/do Ribnitz-Damgarten/Bad Doberan) | DB Regio   |